# Pont de la França (el Vendrell)
Pont de la França és una obra del Vendrell (Baix Penedès) inclosa a l'Inventari del Patrimoni Arquitectònic de Catalunya.

## Descripció
Es fet de carreus irregulars (paredat). Consta de tres arcs de mig punt dovellats suportats per murs de blocs de pedra irregulars.
Per damunt dels arcs hi ha una barana de pedra amb cornisa a la part inferior i a la superior.

## Història
Construït per la Diputació el 1888, quan S.M. Alvarez i Fuster era diputat provincial.